# (38176) 1999 JR119
1999 JR119 (asteroide 38176) é um asteroide da cintura principal. Possui uma excentricidade de 0.18181410 e uma inclinação de 3.09853º.
Este asteroide foi descoberto no dia 13 de maio de 1999 por LINEAR em Socorro.